# José María García Valdecasas Santamaría
José María García-Valdecasas Santamaría (Granada, 26 d'octubre de 1905 – Ciutat de Mèxic, 21 de gener de 1987) va ser un metge, farmacèutic, i filòsof espanyol.
Va formar part dels científics republicans que van sortir d'Espanya en perdre la guerra el 1939 i que van haver d'interrompre la investigació. En arribar a Mèxic, García-Valdecasas es comptava entre els vint-i-nou metges que es van incorporar a la indústria farmacèutica.

## Biografia[calcitació]
El 1925 Juan Negrín López (1892-1956) el va triar per assistir al seu laboratori de Fisiologia a la Residència d'Estudiants, juntament amb Severo Ochoa de Albornoz (1905-1993).
En 1929 és becat a Alemanya i Txecoslovàquia ; producte d'aquesta estada van ser quatre publicacions. Aquest mateix any va aparèixer un article en coautoria amb Severo Ochoa i, a més, es va doctorar, convertint-se en auxiliar de la càtedra de Negrín.
El 1935 va guanyar la càtedra de Fisiologia a Salamanca i el 1936 es va traslladar a Granada, on va obtenir la mateixa càtedra.
Durant la guerra va ser un col·laborador constant de Negrín i el seu secretari particular en el context polític.
Ja a Mèxic, on va arribar el 1939, va ser professor a la Facultat de Medicina de la Universitat Nacional Autònoma de Mèxic (UNAM). Posteriorment, va ser director dels Laboratoris IQFA, després va fundar els Laboratoris KRIYA juntament amb inversors mexicans, i més endavant Laboratorios Valdecasas, SA, on va recollir molt de KRIYA. Juntament amb altres professionals mexicans, va fundar l'Associació Nacional de Fabricants de Medicaments (ANAFAM) l'any 1945. Aquesta Associació va ser molt efectiva i continua funcionant actualment. En general, la tasca realitzada pels exiliats espanyols als diferents laboratoris mexicans van aportar un substrat científic industrial que va contribuir a l'estabilització de la investigació científica del país.
Era germà de Francisco García-Valdecasas Santamaría i cosí germà d'Alfonso García Valdecasas.

## Activitat filosòfica
García-Valdecasas va escriure Raíces de la actividad mental, obra particularment atractiva, perquè l'autor s'avança al seu temps en abordar temes que actualment ocupen les taules de discussió, per exemple, la dualitat ment-cervell, la creativitat i les emocions, reflexions ètiques i filosòfiques inherents a les neurociències, els processos cerebrals relatius a la percepció i la resposta motora.

## Amistat amb Severo Ochoa
Va ser íntim amic de Severo Ochoa i el seu company des de la infància; tots dos van estar al mateix temps al laboratori de la Residència. Quan Severo Ochoa es va presentar a les oposicions per a la càtedra per cobrir una plaça al departament de Fisiologia de la Universitat de Santiago de Compostel·la, va ser García-Valdecasas, president del tribunal i antic professor, qui va influir en la superació de la prova. García-Valdecasas va editar el 1961 un llibre en honor d'Ochoa. L'obra compila el testimoni d'un grup d'estudiosos sobre diferents aspectes de la vida personal i científica de Severo Ochoa.

## Llegat
A Mèxic hi ha la Fundació Científica José María Valdecasas en suport als joves interessats en la investigació i el Laboratori Farmacèutic Valdecasas, que actualment dirigeix el seu fill el doctor José María García Valdecasas Rath, els seus néts José María, Juan, Amanda, tots de cognom García Valdecasas González i la seva mare, Amanda.